# Kenadie Jourdin Bromley
Kenadie Jourdin-Bromley (13 de fevereiro de 2003) é a menor menina do mundo. Nasceu pesando menos de um quilograma e 22 cm de estatura . Sofre de uma rara doença denominada de Primordial Dwarfism. Nos Estados Unidos é conhecida como Pequeno Anjo..